# Том Герелс
Том Герелс (хол. Tom Gehrels; Харлемермер, 21. фебруар 1925 — Тусон, 11. јул 2011) био је холандско–амерички астроном, професор планетарних наука и астрономије на Универзитету Аризона и суоснивач пројекта Spacewatch за проналажење астероида близу Земље.

## Биографија

### Младост и образовање
Рођен је 21. фебруара 1925. у Харлемермеру. У детињству је био примораван да редовно иде у цркву, што је презирао. Када је био старији, обрадовао се када је сазнао да му је црква из детињства уништена. Током Другог светског рата био је, као тинејџер, активан у холандском покрету отпора. Након што је побегао у Енглеску, враћен је падобраном као организатор управе за специјалне операције СОЕ која је вршила саботажу против немачких снага.
После рата је похађао Универзитет у Лајдену где је дипломирао физику и астрономију 1951. године. Школовање је наставио на Универзитету у Чикагу где је 1956. докторирао астрономију и астрофизику код професора Џерарда Кајпера. Године 1960. се пребацио на Универзитет Аризоне заједно са Џерардом Кајпером, где је остао наредних педесет година.

### Астрономски рад
Био је пионир првог фотометријског система астероида 1950-их и зависности од таласне дужине поларизације звезда и планета 1960-их, а сваки је резултирао проширеним низом радова у The Astronomical Journal.
Открио је заједно са колегама преко четири хиљаде астероида, укључујући астероиде Аполо, Амор, као и десетине тројанских астероида у истраживању неба коришћењем 48-инчног Шмитовог телескопа у Опсерваторији Паломар и испоруком плоча двојици холандских астронома у Леиден опсерваторији који су их анализирали у потрази за новим астероидима. Заједно су заслужни за неколико хиљада открића. Герелс је открио и бројне комете.
Био је главни истраживач за фотополариметарски експеримент на Пионир 10 и Пионир 11 који су први прелетели Јупитер и Сатурн 1970-их.
Покренуо је серију уџбеника о свемирској науци, био је генерални уредник првих тридесет томова Универзитета Аризона Прес и поставио стил учествујући у уређивању њих шест. Такође је покренуо програм Spacewatch 1980. године и био његов главни истраживач за електронско истраживање ради добијања статистике астероида и комета, укључујући астероиде близу Земље. 
На јесен је предавао додипломски курс за ненаучне смерове у Тусону и на пролеће у Лабораторији за физичка истраживања у Ахмедабаду. Његово истраживање било је о космологији и космолошким добима које је било уткано као основа за курсеве. Добитник је награде Харолд Масурски 2007. године за изузетни допринос планетарној науци.
Часопис Nature је затражио од њега да напише рецензију о књизи Вернер фон Брауна, у којој цитира затворенике концентрационог логора Мителбау-Дора. Оптужио је фон Брауна да је тамо био редован и надлежан, да сноси већу одговорност и кривицу него што би то могла да имплицира његова званична биографија. На крају рецензије књиге стоји „Фон Брауну није потребна лажна одбрана, јер је он био велики човек у сопственој научној специјализацији... Оно што је потребно је софистициранија историјска перспектива”.
Има троје деце, један од њих је Нил Герелс. Преминуо је 11. јула 2011. у Тусону. 1777 Герелс је назван у његову част. Његови стручни и лични радови се чувају на Универзитету у Аризони.

## Каријера
- Специјалне ваздушно–десантне службе у Европи и Далеком истоку 1944—1948.
- Дипл. астрономија и физика, Универзитет у Лајдену 1951.
- Др астрономије и астрофизике, Универзитет у Чикагу 1956.
- Професор планетарних наука и астрономије, Универзитет Аризоне 1961—2011.